# UFC Fight Night: Kim vs. Hathaway
UFC Fight Night: Kim vs. Hathaway (también conocido como The Ultimate Fighter: China Finale) fue un evento de artes marciales mixtas celebrado por Ultimate Fighting Championship el 1 de marzo de 2014 en el CotaiArena en Macao, China.

## Historia
El evento estuvo encabezado por una pelea de peso wélter entre John Hathaway y Dong-hyun Kim.
También figuró en la tarjeta la pelea de la final de peso wélter de The Ultimate Fighter: China. La pelea final del peso pluma entre Ning Guangyou y Jianping Yang fue retirada de la cartelera debido a una lesión en uno de los competidores. La pelea fue reservada para UFC Fight Night 48.

## Resultados
1. ↑  Final de TUF China de Peso Wélter.

## Premios extra
Cada peleador recibió un bono de $50,000.
- Pelea de la Noche: Kazuki Tokudome vs. Nam-yui Chul
- Actuación de la Noche: Matt Mitrione y Dong-hyun Kim